# Сатти
Сатти (чечен. Саьтта, Сятта) — село в Шатойском районе Чеченской Республики. Административный центр Саттинского сельского поселения.

## География
Село расположено к юго-востоку от районного центра Шатой, на правом берегу реки Вердыэрк. Ближайшие сельские поселение: на северо-западе — Шатойское сельское поселение, на юго-востоке — Асланбек-Шериповское сельское поселение, на юго-западе —  Памятойское сельское поселение.

## История
Сатти является родовым селением тайпа саттой/сяттой.
На территории селения располагается Саттойский (Гатын-Калинский) историко-архитектурный комплекс. В 1956 году советскими археологами было обнаружено Гатын-Калинское поселение и могильник III—II тысячелетия до нашей эры.Саттой - чеченский тайп и одноимённое общество, на земле древней чеченской федерации обществ – Шатой/Шуйта. Исторически он расселён в Шатойском районе Чеченской Республики. Родовые села – Сатта (Сятта) и Урд-юхъ, но также в прошлом в пределах Саттой-мохк (земли) существовало немало хуторов и мелких селений не дошедших до наших дней. В древней генеалогии тайпа саттой фигурирует такие имена как Улу-Хойдар, Ярасха, Мерасха, Тушшепаъ, Мажло/Мажконга, Яска, Астемир и др. В пределах Саттоевского общества зарегистрированы археологические памятники средней бронзы и раннего средневековья.
Чеченский исследователь-краевед, педагог и народный поэт А. С. Сулейманов, зафиксировал представителей данного тейпа также в сел. Шатой, Старые Атаги и Гойта. В хуторе Саттин-Тевзана Веденского района живут десятки семейств,  переселившиеся некогда из селения Сатта и Урд-юхой. Саттоевцы  считаются в числе первопоселенцев и ряда обществ к востоку от сел. Сатта, до р. Шаро-Аргун и далее, к примеру   Лашкарой и Нохч-Кела. Они же входили в число предков-основателей   небольших, частью покинутых селений, как  Соной и Чубяхкинарой.  Представители тайпа Келой (сел. Юкъер-Келой и  Хьал-Келой) считаются братскими саттоевцам. Их покосные горные участки (лам) граничат с друг другом – Саттой-лам и Келой-лам; также старые покосные поляны саттоевцев идут по левобережью р. Верди-ахка на восток.
Из исторических личностей тот же Астемир ("Шотой Аьстемир"), согласно песенным преданиям, был в дружбе с грузинским царем Теймуразом Первым (1606-1648) помогая ему в установлении связей с Москвой через Аргунское ущелье. Не позже  первой половины XVII в. саттоевец Бахамад-Али из ветвия Яск-некъе основал селение Чахкар-юрт (Сяттой Чахкар) у выхода р. Аргун на плоскость. К середине XIX  в. когда царские войска разрушили дотла аул, его жители осели ниже по Аргуну в т.н. кварталах «Чахкар-Атаги» и слились с Старыми (Большими) Атагами. Ныне не менее тысячи семей саттоевцев являются сегодня жителями большого плоскостного селения Старые Атаги Урус-Мартановского района.
Достопримечательностью сел. Саттой и Урд-юхоя Саттинского сельского поселения  является  древняя крепость  и сакральный центр Тушпаъ- корт и средневековая каменная башня  - Саттой-б1ов. Она была построена в пределах XIV - XVI веков представителями фамилии Сатто на родовой земле, но  выполняла более широкую сторожевую и оборонительную функции защищая пути ко всему Шатою с востока. Вокруг неё на возвышении сформировались дополнительные укрепления – рвы и валы.   Потомками создателей башни русским чиновником Н. С. Иваненковым в начале XX в. побывавшим здесь,   были указаны, в частности,  саттоевцы Селет и Салах Салтовы (Иваненков Н. С. Горные чеченцы. Владикавказ, 1910. С.8)., чьи прямые родственники живут поныне в сел. Урд-юхъ, в Грозном и Москве.
В литературе советского времени данная башня называлась Гатынкалинской т.к. центр сельсовета был долгое время  в сел. Гатын-Кале, недалеко от Саттоя. Её обследовал выдающийся советский археолог В. И. Марковин, интересовавшийся и собственно всем Саттоем. Башня была достаточно разрушена временем и в конце 1980-х годов была полностью и неудачно  перестроена. Во время двух военных кампаний в Чечне 1994-2000-х годов Саттойская башня была вновь повреждена  на треть. В 2010 году её снова отреставрировали согласно правительственной программе выработанной Главой Чеченской Республики – Р.А. Кадыровым.

## Население
| 1990 | 2002 | 2010 |
| ---- | ---- | ---- |
| 50   | ↗150 | ↗153 |

## Саттойская башня
Рядом с селением Сатти находится сигнально-боевая башня. Она была построена в XIII — XIV веках и сначала называлась Гатынкалинской сторожевой башней, а позже её стали называть Саттойской. Башня неоднократно разрушалась, в начале 1990-х годов она была полностью перестроена. С тех пор во время двух военных кампаний в Чечне Саттойская башня была разрушена на треть. В 2010 году она была снова отреставрирована.

## Инфраструктура
В селе имеются мечеть и фельдшерско-акушерский пункт. 27 января 2010 года село было полностью газицифировано.